# Agence spatiale italienne
Pour les articles homonymes, voir ASI.
 (juillet 2016).
L'Agence spatiale italienne (en italien : Agenzia Spaziale Italiana, ASI) a été créée en 1988 pour promouvoir, coordonner et diriger les activités spatiales de l'Italie.

## Présentation
Elle dépend du ministère des Universités et de la Recherche scientifique et technologique. L'ASI coopère avec nombre de groupes liés à la technologie spatiale ainsi qu'avec le président du Conseil des ministres italien.
Au niveau international, l'ASI a une délégation au sein du conseil de l'Agence spatiale européenne (ESA).

## Missions principales
L'ASI participe à la sonde Cassini-Huygens, en ayant conçu l'antenne de communication à haut gain.
Le 24 février 2007, l'ASI a lancé la navette Castor, issue du programme Unmanned Space Vehicle (it) mené avec le Centre italien de recherche aérospatiale, capsule spatiale inhabitée de 9,2 mètres de long pour une masse de 1,2 tonne. Cette navette a survolé la mer Méditerranée pendant 70 secondes. Elle a été hissée par un ballon jusqu'à l'altitude stratosphérique de 31 000 mètres. Cette mission a permis de simuler la rentrée dans l'atmosphère du vaisseau et a pour but le développement d'une navette réutilisable à des fins scientifiques et commerciales. Une dizaine de lancements ont été programmés jusqu'en 2010 pour Castor et sa jumelle plus évoluée Pollux.
Elle participe également à STS-120 en ayant conçu le module Harmony.